# 威廉·斯泰格
威廉·施泰格（William Steig，1907年11月14日—2003年10月3日）是一位美国漫画家、插画家和儿童书作家，他是《史力加！》的作者，该小说後來又被改編成史瑞克系列電影 。他从1930年开始为紐約客绘制插图和漫画，並为该杂志创作了2,600多幅图和117个封面。